# メスよ輝け!!
『メスよ輝け!!』（メスよかがやけ!!）は、原作：高山路爛、作画：やまだ哲太による日本の漫画作品。『ビジネスジャンプ』（集英社）にて1989年より4年間連載された。
2005年1月20日、原作者の高山が本名の大鐘稔彦名義で、本作を『孤高のメス－外科医 当麻鉄彦』として小説化、上下巻を栄光出版社から発表した。2007年には大幅加筆され、幻冬舎より6分冊で文庫化された。その後続編が『孤高のメス 神の手にはあらず』（全4巻）として2009年に、さらに『孤高のメス 遙かなる峰』（全1巻）が2014年に、それぞれ幻冬舎文庫から刊行された。
『孤高のメス』のタイトルで2010年に映画化。同タイトルで2019年1月13日から3月3日までWOWOWにて連続ドラマ化。

## 概要
孤高の外科医・当麻鉄彦が、滋賀県にある（という設定の）民間病院で、大学病院医局とその関連病院たる民間病院との間等で様々な圧力・確執・しがらみと闘いつつ、患者の生命を外科的技術で救っていく。手術シーンや、大学と関連病院との関係をリアルに描き、単行本は70万部以上を売り上げた。
作品の中で渡瀬医師が行うパンペリ（腹膜炎）術中の門脈切断による患者死亡という医療ミスは、作者が研修していたS病院で実際に起こった事例であると、当時の上司であるT医師が語っていた。

## 登場人物

### 甦生記念病院関係
当麻鉄彦（とうま てつひこ）
甦生記念病院外科医長。熊本県阿蘇郡小国町北里出身（医学者・北里柴三郎もこの地の出身）。京都・国立K大学（小説版では国立西日本大学）医学部卒業。地方病院での研修半ばで東京に出て、J大（小説上は関東医大）消化器病センター・羽島富雄教授に師事。J大で6年修業の後単身遊学。その後甦生記念病院第一外科医長に着任。（漫画上で）日本初の脳死肝移植を成功させた。しかしその後当時所属していた肝移植研究会から事情聴取を受け、研究会を除名された。除名後甦生記念病院を退職し、後述の王文慶の求めに応じて台湾・博愛記念医院へ独り赴いた。
矢野文男（やの ふみお）
甦生記念病院外科医師。福井県出身。北陸医科大学卒業後、研修を経て甦生記念病院外科に赴任。当麻が持つ高い外科技術に影響され、矢野自身もまた技術を磨いている。
島田光治（しまだ こうじ）
甦生記念病院院長。循環器内科を担当する。当麻の研修医時代の先輩であり、当麻を温かく見守ってきた。
野本六郎（のもと ろくろう）
甦生記念病院前第二外科医長（外科が一つに統一されたため、今は第二外科はない）。私立近江大学医学部から派遣された外科医。技術に乏しく、また傲慢な態度のため患者から反発を受ける。急性胆嚢炎の手術でミスを犯し、その後近江大と病院に辞表を提出した。
渡瀬安雄（わたせ やすお）
甦生記念病院外科医師。野本と同じく近江大学医学部から派遣された。患者を自分のミスで死なせてしまうが、その後復帰。しかし二度目のミスを犯し、病院を辞職。
青木隆三（あおき りゅうぞう）
元甦生記念病院第二外科医師。病院勤務の頃、急性十二指腸潰瘍で当麻の手術を受け、その後病院を辞職。当麻の勧めによりJ大消化器病センター・羽島富雄教授に師事。
平松米子（ひらまつ よねこ）
甦生記念病院総看護婦長。大勢の看護婦達をまとめる。
紺野幸子（こんの ゆきこ）
甦生記念病院手術室主任。
中村浪子（なかむら なみこ）
甦生記念病院手術室看護婦。母親が甦生記念病院の調理職員だった。母親が交通事故に遭い、当麻の手術を受けるがあえなく死亡。娘である浪子はその後甦生記念病院に就職。
島田三郎（しまだ さぶろう）
甦生記念病院事務長。院長である島田光治の弟。
江森京子（えもり きょうこ）
甦生記念病院医局秘書。当麻に好意を持つ。

### 近江大学医学部関係
実川剛（さねかわ ごう）
近江大学医学部外科学教室助教授。国立N大学（小説版では国立東名大学）医学部卒業。肝胆膵を専門とする。野心にあふれ、（漫画上では）私立大学としては日本初の生体肝移植を実施するが、レシピエントに死なれる。当麻に心酔し、肝移植失敗に対する起死回生の策として外科医局に呼び寄せようとしたこともある。だが、あくまで市中病院での医療を志向する当麻はこの誘いを固辞し、二人は袂を分かつことになった。最終回では台湾に発つ当麻を空港で見送った。
卜部大造（うらべ だいぞう）
近江大学医学部外科学教室教授。手術はもっぱら実川らに任せ、卜部自身は退官後の余生を考えることに必死である。
長崎一馬（ながさき かずま）
近江大学医学部外科学教室講師。専門は呼吸器。生体肝移植を生命倫理委員会にかけずに行おうとする実川に反発、マスコミに対して内部告発を行う。
三郷洋一（みさと ひろかず）
近江大学医学部小児外科講師。県立南紀医科大学医学部卒業。（漫画上で）私立大学としては日本初の生体肝移植手術に携わった。
久米地直（くめじ すなお）
近江大学医学部附属病院長。生命倫理委員会の委員長も兼ねる。

### 当麻の親族
当麻鍵吉（とうま じょうきち）
当麻の父。熊本で学校の校長を務めていた。
当麻峯子（とうま みねこ）
当麻の母。熊本の師範学校を卒業し、鍵吉と結婚。2人の男児をもうけるが、当麻の兄である慶彦を虫垂炎が原因の腹膜炎と尿毒症で亡くし、悲しみの底に。一人残った息子の鉄彦の行く末を温かく見守る優しい母親である。神経膠芽腫（グリオブラストーマ）で亡くなる。
綾部律子（あやべ りつこ）
当麻の従兄妹。現在は医院の事務員として働いている。
綾部秋子（あやべ あきこ）
当麻の叔母であり、峯子の妹。熊本の洋裁学校に通いながら姉夫婦の自宅に下宿していた。峯子同様、当麻の将来を見守る。

### 湖西町関係
大川松男（おおかわ まつお）
湖西町町長。当麻を自分の一人娘である翔子の婿として迎えたいと考えている。肝硬変で倒れ、当麻の脳死肝移植手術を受ける。
大川翔子（おおかわ しょうこ）
大川町長の一人娘。芦屋女学院大学の大学院生で日本文学を専攻する。当麻とお見合いをする。
蘭秋二（あららぎ しゅうじ）
蘭医院院長。元・大阪府立洛星病院外科部長。定年後に開業するが、直後に大腸癌に倒れる。
蘭三千代（あららぎ みちよ）
蘭の妻。元クラブ歌手。蘭との間に一女をもうけるも、ダウン症候群で亡くす。
武井誠（たけい まこと）
湖西高校の生徒。交通事故に遭い脳死状態になる。大川町長に肝臓を提供。
武井静（たけい しずか）
武井誠の母親であり、湖西高校国語教諭。大川翔子・中村浪子は教え子に当たる。

### 当麻の友人関係
宮原武子（みやはら たけこ）
当麻の恋人であり熊本桜台高校時代の同級生。熊本医科大学医学部で学ぶが、大学病院での研修中に針刺し事故を起こし、劇症肝炎で亡くなる。
上野（うえの）
当麻の熊本桜台高校時代の同級生。熊本医科大学医学部を卒業し、整形外科医局に入る。
遠山英昭（とおやま ひであき）
当麻のK大医学部時代の親友。工学部を卒業した後医学部に入り直した。放射線医学を専攻し、湖東日赤病院に赴任。

### その他
羽島富雄（はしま とみお）
J大（小説上は関東医大）消化器病センター教授。当時外科を学び始めて半年と経たない当麻を一から鍛えなおした。
王文慶（おう・ぶんけい）
台湾・博愛記念医院院長。熊本医科大学への留学時代、当麻の母親・峯子に世話になり、峯子が亡くなったときの葬儀にも参列。峯子の忘れ形見である当麻を台湾に呼び寄せた。
徳武耕三（とくたけ こうぞう）
西日本大学医学部外科学教室教授。肝移植研究会会長。脳死肝移植を行った当麻を事情聴取し、当麻を肝移植研究会から除名した。

## 単行本
- 集英社『ビジネスジャンプ』。ヤングジャンプコミックス・ビージャン全12巻。ヤングジャンプ・コミックスセレクション全15巻。

## 映画版
『孤高のメス』（ここうのメス）は、2010年6月5日公開の堤真一主演による映画作品。監督成島出、脚本加藤正人。一部上映館では日本語字幕付プリントでも公開。
ぴあ初日満足度ランキング（ぴあ映画生活調べ）では第1位になった。
本編のDVDは2010年12月3日発売。

### キャスト
- 当麻鉄彦 - 堤真一
- 中村浪子 - 夏川結衣
- 青木隆三 - 吉沢悠
- 大川翔子 - 中越典子
- 村上三郎 - 矢島健一
- 中村弘平 - 成宮寛貴（幼少期：馬渕誉）
- 島田光治 - 平田満
- 実川剛 - 松重豊
- 白鳥孝雄 - 徳井優
- 矢野文男 - 本田大輔
- 丘香織 - 安藤玉恵
- 大川慎二 - でんでん
- 浜野忠一 - 菅原大吉
- 武井誠 - 太賀
- 小谷一彦 - 斎藤歩
- 赤岩徹 - 堀部圭亮
- 上坂記者 - みのすけ
- 今泉欽三 - 掛田誠
- 今泉真澄 - 山下容莉枝
- 浜野早苗 - 宮田早苗
- 立松刑事 - 隆大介
- 武井静 - 余貴美子
- 野本六男 - 生瀬勝久
- 大川松男 - 柄本明
- 今泉鮮魚店の娘 - 菜葉菜

### スタッフ
- 監督 - 成島出
- 脚本 - 加藤正人
- 音楽 - 安川午朗
- プロデューサー - 天野和人、八木征史
- 医療監修 - 川崎誠治（順天堂大学医学部肝胆膵外科）
- 製作プロダクション - 東映東京撮影所
- 製作委員会メンバー - 東映、テレビ朝日、木下工務店、アミューズソフトエンタテインメント、東映ビデオ、読売新聞、幻冬舎、博報堂DYメディアパートナーズ、朝日放送、メ〜テレ、東映チャンネル、北海道テレビ放送、九州朝日放送
- 配給 - 東映

### 受賞
- 第34回日本アカデミー賞[4]
  - 優秀作品賞
  - 優秀監督賞
  - 優秀脚本賞
  - 優秀主演男優賞（堤真一）
  - 優秀助演女優賞（夏川結衣）
- 第65回毎日映画コンクール
  - 男優主演賞（堤真一）
  - 女優助演賞（夏川結衣）
- 第2回TAMA映画賞・最優秀男優賞（堤真一）
- おおさかシネマフェスティバル2011・主演男優賞（堤真一）
- おおさかシネマフェスティバル2011・ベストテン 第9位
- 第84回キネマ旬報ベスト・テン・読者選出日本映画ベスト・テン 第8位
- 第32回ヨコハマ映画祭
  - 助演女優賞（夏川結衣）
  - 日本映画ベストテン 第7位
- 第20回東京スポーツ映画大賞・助演女優賞（夏川結衣）
- 中国・第19回金鶏百花映画祭・外国映画部門最優秀賞（作品）[5]

## テレビドラマ
2019年1月13日から3月3日までWOWOWの「連続ドラマW枠」で放送された。主演は滝沢秀明。

### キャスト（テレビドラマ）
- 当麻鉄彦 - 滝沢秀明
- 実川剛 - 仲村トオル
- 大川松男 - 長塚京三
- 島田光治 - 石丸幹二
- 青木隆三 - 工藤阿須加
- 大川翔子 - 山本美月
- 大川頼子 - ただのあっ子
- 野本六郎 - 宮川一朗太
- 丸橋洋一 - 小松和重
- 赤岩均 - 野中隆光
- 渡瀬伸三 - 岡田卓也
- 紺野みどり - 樋井明日香
- 平松久子 - 岩橋道子
- 長崎賢人 - 阪田マサノブ
- 村上理 ‐ 隈部洋平
- 田中教授 ‐ 内藤トモヤ
- 卜部太造 - 利重剛
- 上坂喜一 - 三浦誠己
- 三郷洋一 - 近藤公園
- 徳武耕三 - 六平直政
- 扇谷惣一 - 本田博太郎
- 武井静 - キムラ緑子
- 溝口九 - おかやまはじめ

### スタッフ（テレビドラマ）
- 脚本 - 前川洋一
- 演出 - 内片輝
- 音楽 - 羽岡佳
- プロデューサー - 青木泰憲、伊藤仁吾